# PPLive
PPLive는 중화인민공화국의 화중과학기술대학(华中科技大学)에서 만든 P2P형식 스트림 비디오 전송 시스템이다. 이것은 P2P와 IPTV를 결합한 것으로 P2PTV라고도 부른다.

## 작동 원리
1. 방송 목록에서 한 방송을 선택하면, 다른 사용자에게 접속하여, 동영상을 다운 받는다. PPLive는 일반적으로 8008 TCP와 4004 UDP 포트를 사용한다.
2. 버퍼가 일정량 이상 찼으면, PPLive는 로컬 포트(일반적으로 8080)로 윈도우 미디어 플레이어나 리얼플레이어를 작동시킨다.
3. 미디어 플레이어를 종료한다고 해서, 스트림이 중단되지는 않으며, PPLive는 프로그램을 종료하거나, 채널을 변경할 때까지 백그라운드 상태로 계속 작동하게 된다.

## 호환성
PPLive는 동아시아 언어와 영문 윈도우 XP에 설치할 수 있다. 기본적으로, 스트림의 형태에 따라서, 윈도우 미디어 플레이어와 리얼플레이어가 사용된다.

## 알려진 문제
PPLive가 비디오 스트림을 접속된 사용자 수에 의존하고 있기 때문에, 영상이 잠시 중단되거나 하는 문제가 발생할 수 있다. 또한 사용자 수가 충분하지 않을경우, 화면이 정지하거나, 심하게 왜곡되는 현상이 발생할 수 있다.

## 구성 내용
다양한 콘텐츠를 PPLive를 사용하여 이용할 수 있다. 주로 영화, 음악, TV 시리즈와 실시간 TV 방송으로 분류되어 있다. 또한 스포츠, 게임, 뉴스 등의 방송도 이용할 수 있다. 대부분의 방송은 북방어, 광둥어. 한국어로 이루어져 있다. 또한, 할리우드, 블록버스터와 같은 인기 있는 미국 TV쇼와 같은 영어로 된 프로그램도 시청할 수 있다. 이러한 프로그램에는 중국어 자막이 달려 있다.